# Phanaeus vindex
Phanaeus vindex (лат.) — вид навозных жуков рода Phanaeus из семейства Scarabaeidae (триба Phanaeini). Длина взрослой особи составляет примерно 11-22 миллиметра.

## Распространение
Родом из США, обитает в Массачусетсе, Южной Дакоте, Техасе, Флориде. Встречается также в Перу.

## Внешний вид и строение
Личинка имеет мягкое тело. Взрослые особи этого вида имеют плотное телосложение. У самца на голове есть большой рог металлического цвета. Надкрылья металлически-зеленые.